# Opazovanje satelitov
Opazovanje satelitov je konjiček, dejavnost opazovanja in zasledovanja Zemljinih umetnih satelitov.
Ljubiteljsko opazovanje satelitov se je začelo vzporedno z umestitvijo prvih umetnih satelitov. V ZDA so leta 1956 organizirali sistematično ljubiteljsko opazovanje satelitov (Operacija Moonwatch). To je bil program, ki je (podobno kot Ground Observer Corps med 2. svetovno vojno, kjer je šlo za zaznavanje sovražnih bombnikov) novačil ljubiteljske astronome, da bi lahko sledili sovjetskim sputnikom. Operacija Moonwatch (mesečeva straža) je bila ključnega obrambnega pomena vse do leta 1958, ko so razmestili profesionalne opazovalne postaje, in se je iztekla šele leta 1975.
Obstaja več računalniških programov, ki so v pomoč opazovanju satelitov. Nedavno pa je ob razvoju tehnologij povečane resničnosti prišlo tudi do razvoja mobilnih programov za opazovanje satelitov.
Februarja 2008 je bil na naslovnici New York Timesa objavljen članek o ljubiteljskem opazovalcu satelitov Tedu Molczanu, in sicer v povezavi z zgodbo o padajočem ameriškem vohunskem satelitu USA 193: ker vladni uradniki niso bili pripravljeni ponuditi informacij o satelitu, je do najglobljih vladnih skrivnosti časniku pomagal prav omenjeni ljubiteljski opazovalec.
Nasina Skupina za orbitalne informacije (Orbital Information Group) je ponujala proste informacije o več kot 10.000 objektih v Zemljinem tiru. Ker so te storitve bile identificirane kot varnostna grožnja, so ameriške oblasti začele s projektom zamenjave spletne strani OIG s stranjo Vojnega letalstva z bolj omejenim dostopom.